# Поточница
Поточница (болг. Поточница) — село в Болгарии. Находится в Кырджалийской области, входит в общину Крумовград. Население составляет 227 человек.

## Политическая ситуация
В местном кметстве Поточница, в состав которого входит Поточница, должность кмета (старосты) исполняет Мусин  Шукри Мехмед (Движение за права и свободы (ДПС)) по результатам выборов правления кметства.
Кмет (мэр) общины Крумовград — Себихан Керим Мехмед (Движение за права и свободы (ДПС)) по результатам выборов в правление общины.